# Lietuvos gėjų lyga
Lietuvos gėjų lyga (LGL) är en nationell ideell HBT-organisation vars mål är att få HBT-individers rättigheter i Litauen tillgodosedda. Föreningen grundades den tredje december 1993 och är den mest framträdande HBT-organisationen i Litauen. LGL siktar att åstadkomma en väl fungerande social integration av HBT- individer i det litauiska samhället och utformar sina aktiviteter utan yttre politisk eller finansiell påverkan. LGL har 20 års erfarenhet av HBT-rättigheters främjande, spridande av kunskap relaterad till HBT, och byggande av HBT-gemenskap.    